# Gordy Haab
Gordy Haab (nascido em 1976) é um compositor americano de cinema, jogos eletrônicos e televisão sediado em Los Angeles, Califórnia. Seu trabalho foi destaque em obras associadas a franquias amadas, incluindo mais recentemente Star Wars Battlefront II, pelo qual ele ganhou a Video Game Score of the Year da American Society of Composers, Authors and Publishers. Também em 2018, ele foi mencionado na Billboard como o possível herdeiro aparente a John Williams. Haab também é conhecido por seu trabalho em Halo Wars 2 da Microsoft, pelo qual foi indicado ao prêmio HMMA de 2017. Sua composição para Star Wars: Battlefront, da Electronic Arts, ganhou três prêmios no GDC GANG Awards 2016: Música do Ano, Melhor Trilha Sonora Interativa e Melhor Trilha Sonora Instrumental. Gordy também foi indicado ao BAFTA Games Awards por seu trabalho em 'Star Wars: Battlefront'.
A música de Haab recebeu muitos elogios ao longo de sua carreira. Seu trabalho e talento foram cobertos por numerosas publicações do setor e muitos meios de comunicação importantes, incluindo o HuffPost, que dizia: "Star Wars Battlefront está soando cada vez melhor todos os dias... essa nova música de Star Wars iluminará seu sabre". Em 2015, o Hardcore Gamer foi um dos primeiros a vincular Haab à sua inspiração dizendo: "'Star Wars Battlefront' apresenta a melhor trilha sonora de jogo que John Williams nunca escreveu." O Los Angeles Times também reconheceu o trabalho de Haabs, elogiando seu estilo de composição como "o lado B da partitura de John Williams" e a Billboard citou Steve Schnur, presidente de música da EA, dizendo: "Gordy é um dos poucos compositores do mundo na pequena lista de [George, criador de Star Wars] Lucas".

## Início de vida
Gordy desenvolveu um interesse precoce pela música quando tinha seis anos e ficou particularmente emocionado com a trilha sonora de E.T.: O Extraterrestre. Gordy decidiu seguir uma carreira na indústria frequentando a Virginia Commonwealth University, onde aprendeu a compor músicas manualmente e continua sendo seu método de composição preferido, dizendo ao The Sound Architect que: "Digo isso para não desacreditar o uso da tecnologia, porque também desempenha um papel importante no meu processo. Mas um piano, uma página em branco e um lápis - e nenhuma tela brilhando no meu rosto - têm uma maneira de acalmar minha alma e me permitir apenas escrever." Haab é bacharel em composição de música jazz em 1999. Ele então foi para a Universidade do Sul da Califórnia, onde obteve seu mestrado em Composição para filmes em 2001.

## Carreira
Entre vários outros projetos, Haab compôs para The Walking Dead: Survival Instinct da Activision/AMC, baseado na série de TV de sucesso #1 e para Kinect Star Wars da Microsoft, que ganhou Best Music no Hollywood Music In Media Awards. Haab continua a compor a música de Star Wars: The Old Republic, da Electronic Arts e da Bioware, pela qual recebeu o prêmio de Melhor Trilha Sonora Original e Melhor Música Instrumental no 10th Annual GDC G.A.N.G. Awards.
Haab é conhecido por sua compreensão inigualável da orquestra, bem como por sua capacidade única de misturar sons contemporâneos e tradicionais em um - muitas vezes concebendo e criando novos instrumentos musicais para apresentar em suas partituras. Ele gravou e conduziu sua música com vários grupos de todo o mundo, incluindo a Orquestra Sinfônica de Londres, a Orquestra Sinfônica de São Francisco, a Nashville Symphony, a London Voices e a Hollywood Studio Orchestra.
Os outros créditos de Haab em filmes, televisão e jogo eletrônicos incluem: 'Behind the Mask: The Rise of Leslie Vernon' de Anchor Bay; The Truth Below da MTV; 'Guide to Guys' de Dave Barry; 'War' da Lionsgate; The Oprah Winfrey Network de The Judds; Roadside Attractions Shrink; Greek da ABC; Scream Queens da VH-1; Indiana Jones and the Staff of Kings da LucasArts e muitos outros.

## Discografia

### Jogos eletrônicos
| Ano  | Título                               | Estúdio           | Notas                                       |
| ---- | ------------------------------------ | ----------------- | ------------------------------------------- |
| 2009 | Indiana Jones and the Staff of Kings | LucasArts         |                                             |
| 2011 | Star Wars: The Old Republic          | Electronic Arts   | Composta com Mark Griskey                   |
| 2012 | Kinect Star Wars                     | LucasArts         | Composta com Kyle Newmaster                 |
| 2013 | The Walking Dead: Survival Instinct  | Activision        |                                             |
| 2015 | Star Wars Battlefront                | Electronic Arts   |                                             |
| 2017 | Halo Wars 2                          | Microsoft Studios | Composta com Brian Trifon e Brian Lee White |
| 2018 | Star Wars Battlefront II             | Electronic Arts   |                                             |
| 2019 | Star Wars Jedi: Fallen Order         | Electronic Arts   | Composta com Stephen Barton                 |

## Prêmios
| Ano  | Obra                                                          | Organização                                                  | Categoria                          | Resultado | Ref    |
| ---- | ------------------------------------------------------------- | ------------------------------------------------------------ | ---------------------------------- | --------- | ------ |
| 2012 | "Glory, The Galactic Republic" de Star Wars: The Old Republic | Game Audio Network Guild Awards                              | Best Original Instrumental Song    | Venceu    | [ 14 ] |
| 2012 | Star Wars: The Old Republic                                   | Game Audio Network Guild Awards                              | Best Original Soundtrack Album     | Venceu    | [ 14 ] |
| 2012 | Kinect: Star Wars                                             | Hollywood Music in Media Awards                              | Best Original Song-Video Game      | Venceu    | [ 18 ] |
| 2016 | Star Wars: Battlefront                                        | British Academy of Film and Television Awards (BAFTA) Awards | BAFTA Games Audio Achievement      | Indicado  | [ 5 ]  |
| 2016 | Star Wars: Battlefront                                        | Game Audio Network Guild Awards                              | Best Interactive Score             | Venceu    | [ 4 ]  |
| 2016 | Star Wars: Battlefront                                        | Game Audio Network Guild Awards                              | Music of the Year                  | Venceu    | [ 4 ]  |
| 2017 | Halo Wars 2                                                   | Music in Visual Media Awards                                 | Original Score - Video Game        | Indicado  | [ 3 ]  |
| 2018 | Star Wars Battlefront II                                      | American Society of Composers, Authors, and Publishers       | Video Game Score of the Year       | Venceu    | [ 1 ]  |
| 2018 | Star Wars Battlefront II                                      | Game Audio Network Guild Awards                              | Best Interactive Score             | Indicado  | [ 19 ] |
| 2018 | Star Wars Battlefront II                                      | Game Audio Network Guild Awards                              | Best Cinematic Cutscene Audio      | Indicado  | [ 19 ] |
| 2018 | Star Wars Battlefront II                                      | Game Audio Network Guild Awards                              | Music of the Year                  | Indicado  | [ 19 ] |
| 2018 | Star Wars Battlefront II                                      | Game Audio Network Guild Awards                              | Audio of The Year                  | Indicado  | [ 19 ] |
| 2018 | Crusaders of Light                                            | Game Audio Network Guild Awards                              | Best Music in a Casual/Social Game | Indicado  | [ 19 ] |
| 2018 | Halo Wars 2                                                   | Game Audio Network Guild Awards                              | Best Interactive Score             | Indicado  | [ 19 ] |
| 2018 | Halo Wars 2                                                   | Game Audio Network Guild Awards                              | Best Cinematic Cutscene Audio      | Indicado  | [ 19 ] |